# Бон-Дархтан
Бон-Дархтан (перс. بن درختان / مزرعه ابوترابي /) — село в Ірані, у дегестані Базарджан, у Центральному бахші, шагрестані Тафреш остану Марказі. За даними перепису 2006 року, його населення становило 0 осіб.